# Mark Tatum
Mark Tatum (Hopkinsville (Kentucky), 1956 - Franklin (Kentucky), 26 februari 2005) was een man afkomstig uit de Amerikaanse staat Kentucky die bekend werd als "the man without a face" nadat hij in 2000 getroffen werd door een zeer agressieve schimmelinfectie, die hij waarschijnlijk opliep door een giftige schimmel in zijn huis. Om zijn leven te redden moesten artsen zijn ogen, neus, bovenkaak en het omliggende weefsel en bot verwijderen. Dit had een onvoorstelbare verminking tot gevolg omdat hij zo letterlijk zijn gezicht verloor. Ook raakte hij gedeeltelijk verlamd aan het rechterdeel van zijn lichaam. Hij kreeg later een gezichtsprothese en hij onderging ook operaties die ervoor zorgden dat hij weer redelijk gewoon kon eten, drinken en praten. Op 26 februari 2005 overleed hij door onbekende oorzaak.